# خط لوله گوره–جاسک

خط لولهٔ گوره-جاسک طولانی‌ترین خط لولهٔ انتقال سوخت‌های فسیلی در خاورمیانه به طول تقریبی ۱۰۰۰ کیلومتر است که در صورت تکمیل، قادر است افزون‌بر نفت ترش، میعانات گازی را نیز از نزدیکی گوره در استان بوشهر به نزدیکی بندر جاسک به منظور صادرات، منتقل سازد. سرمایه‌گذاری اجرای این پروژه بالغ بر ۱٫۵ میلیارد دلار در نظر گرفته شده‌است. مسئولان ایران این طرح را پروژه‌ای تماماً ایرانی اعلام کردند که شرکت لوله‌سازی اهواز تولیدکنندهٔ اصلی لوله‌های این پروژه عنوان شده‌است.

## فرایند اجرا
در فاز اول این پروژه این خط لوله می‌تواند روزانه بالغ بر ۳۵۰هزار بشکه نفت خام را از گوره به جاسک منتقل کند. در فازهای بعدی این پروژه قرار بر این است تا این خط لوله روزانه ۱ میلیون نفت خام را منتقل بکند. این خط انتقال نفت را طولانی‌ترین خط لوله‌های انتقال سوخت‌های فسیلی در خاورمیانه می‌دانند. 
در ایجاد زنجیرهٔ تولید لولهٔ NACE، تبدیل تختال به ورق و سپس لوله که برای نخستین بار در ایران اتفاق افتاده‌است، لوله‌سازی اهواز، فولاد مبارکه اصفهان، فولاد اکسین خوزستان، و ایران آروین و دو شرکت لوله‌ساز دیگر فعالیت کردند. در این طرح حلقهٔ اول توسط شرکت فولاد مبارکه تولید می‌شود و در حلقهٔ دوم ورق مورد نیاز توسط شرکت فولاد اکسین تولید، و سپس شرکت لوله‌سازی اهواز این ورق‌ها را تبدیل به لوله کرد.
همچنین شیرآلات دروازه‌ای ۴۲اینچی این خط لوله توسط گداختار و ماشین‌سازی اراک طراحی و ساخته شده‌است.
در ۳۱ تیرماه و در حالی که چند روز بیشتر به پایان دولت آقای روحانی باقی نمانده، او در مراسم افتتاح از راه دور و از طریق ویدئو این طرح را «دستاوردی بزرگ» و «روزی تاریخی برای ملت ایران» دانست که به پایان رسانده‌است.

## پیشینه
خط لوله انتقال نفت گوره به جاسک که از آن به عنوان پروژه‌ی‌ راهبردی یاد می‌شود قرار بود تا یک مسئله‌ی دیرینه چهل ساله  را در راستای تمرکززدایی و متنوع‌سازی پایانه‌های صادراتی نفت محقق کند تا ایران علاوه بر داشتن یک پایگاه صادراتی نفت در خلیج فارس یک پایگاه صادراتی دیگر نیز در دریای عمان داشته باشد.
طرح این خط لوله از دهه ۱۹۸۰ مطرح بود ولی هیچ وقت به جدیت دولت دوازدهم گرفته نشد. ایران معتقد بود که تنگه هرمز به رغم اینکه عملاً بخش مهمی از آن در کنترل امنیتی ج.ا. ایران است اما موضوعی است که می‌تواند تنگه‌ای مبتی بر صلح و همکاری باشد.
اما در دهه‌های بعد از آن، از سوی آمریکا و همچنین برخی از کشورهای منطقه‌ای آنقدر به ایران فشار وارد کرده‌اند که مجبور شد در مقوله واکنشی مسیرهای انتقال انرژی خود را متنوع سازی کند که منجر به راه اندازی طرح انتقال نفت از گوره به جاسک شد.

## اهمیت راهبردی

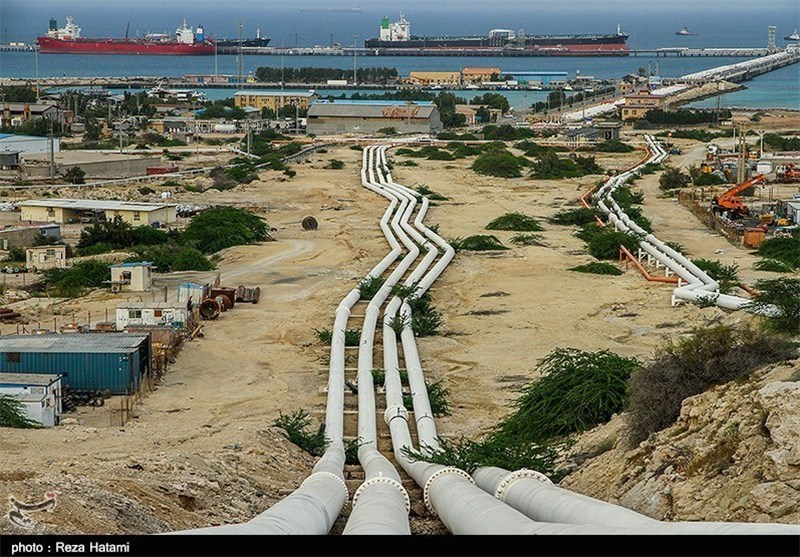
بخش پایانی خط لولهٔ گوره-جاسک

حضور ایران در یکی از مهم‌ترین و پرتنش‌ترین مناطق جهان سبب شده موقعیت‌های فراوان جغرافیایی و زمینهٔ دسترسی به ظرفیت ژئوپلیتیک همواره مهیا باشد. یکی از شاهراه‌های عبور نفت در جنوب ایران در تنگهٔ هرمز واقع شده که بخشی از سرزمین ایران به حساب می‌آید.
هزینهٔ انتقال نفت و زمان انتقال آن با استفاده از این خط لوله به‌طور چشمگیری کاهش می‌یابد؛ به طوری که هزینهٔ انتقال هر بشکه نفت با استفاده از نفتکش نزدیک به ۶۰ سنت است که با اجرای این طرح هزینهٔ انتقال هر بشکه نفت به ۴۰ سنت کاهش می‌یابد.
با توجه به قابلیت انتقال نفت خام و میعانات گازی از این خط لوله، افزون‌بر تمرکززدایی از صادرات نفت ایران از پایانهٔ نفتی خارگ و دور زدن تنگهٔ هرمز به عنوان یک نقطهٔ راهبردی آسیب‌پذی جهت صادرات نفت در منطقهٔ خاورمیانه، امکان صادرات گاز میدان گازی پارس جنوبی از این پایانه و مسیر کوتاه‌تر برای کشتی‌های ترابری LNG و امکان رقابت با کشور قطر فراهم می‌شود.

## تحریم و تمرکز بر ورق‌های داخلی
طبق قراردادی که شرکت ملی نفت منعقد کرده بود باید ورق‌ِ مورد نیاز برای ساخت لوله‌های پروژه‌ی گوره به جاسک از خارج از ایران تهیه می‌شد.  شروعِ این پروژه همزمان بود با آغاز تحریمِ شرکت‌های مختلفی که با ایران همکاری داشتند. به همین منظور چین از فروش ورق به ایران امتناع ورزید و ایران مجبور شد ورق مورد نیاز این پروژه را در داخل کشور تامین کند. لوله سازِ مربوطه نیز برای تولید لوله‌ی مورد نیاز پروژه‌ی گوره به جاسک باید ریسکِ مالی را می‌پذیرفت و از ورق‌های داخلی استفاده می‌کرد. شرکت لوله سازی اهواز قدیمی‌ترین شرکت‌ِ لوله سازِ ایران پذیرفت که ریسک مالی را متحمل شود و شروع ساختِ لوله برای این پروژه را برعهده بگیرد. 
مدیر عامل لوله‌سازی اهواز گفته است که با فراهم کردنِ شرایط داخلی‌سازی کل فرایند ساخت لوله، از خروج بیش از ۳۰۰ میلیون یورو ارز از ایران جلوگیری شد. 
مدیران وزارت نفت ایران در راستای سیاست حمایت از کالای داخلی اعلام کردند که شرکت ملی نفت ایران برای تامین خطوط لوله گوره به جاسک، تفاهم ۳ جانبه ای با شرکت‌های فولادی و لوله سازی اهواز امضا کرده است. هدف از انعقاد این تفاهم نامه ایجاد زنجیره کاملی از تولید شمش، تختال، ورق و در نهایت نورد لوله توسط این ۳ کارخانه اعلام شده است. 

## تمرکززدایی از پایانه نفتی خارک
با توجه به قابلیت انتقال نفت خام و میعانات گازی از این خط لوله، افزون بر تمرکززدایی از صادرات نفت ایران از پایانهٔ نفتی خارک و دور زدن تنگهٔ هرمز به‌عنوان نقطهٔ راهبردی آسیب‌پذیر صادرات نفت در منطقهٔ خاورمیانه، امکان صادرات گاز میدان گازی پارس جنوبی از این پایانه و مسیر کوتاه‌تر برای کشتی‌های ترابری ال‌ان‌جی و امکان رقابت با کشور قطر نیز با احداث این خط لوله فراهم می‌شود.

## الزامات
گفته می‌شود برای اجرای هزار کیلومتر خط لوله الزامات زیرساختی زیر نیز تهیه شد:
ساخت یک واحد تلمبه‌خانه و دو ایستگاه توپک‌رانی، احداث دو پست برق و ۲۳۰ کیلومتر خط انتقال برق، ساخت داخلی ۸۰ دستگاه شیرآلات بین راهی چند ۱۰ تنی برای نخستین بار در ایران، ساخت پمپ‌های بسیار عظیم دو و نیم مگاواتی سازگار با سرویس ترش برای نخستین بار در ایران، احداث پایانهٔ صادراتی و گوی شناور برای بارگیری نفت خام از سواحل مکران از جمله ظرفیت‌های ایجادشده برای تحقق این طرح راهبردی بود که اشتغال‌زایی برای بیش از هزار نفر را با خود به همراه داشت.

### استانداردهای ویژه

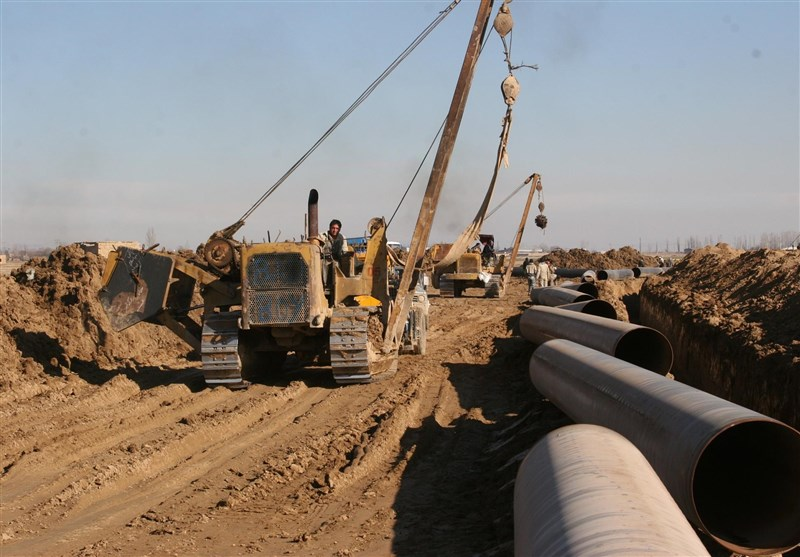
مراحل ابتدایی طرح خط لولهٔ گوره-جاسک

در همه بخش‌های خط لوله گوره به جاسک و همهٔ تأسیسات مرتبط، از استانداردهای ملی (ایران) و بین‌المللی از جمله استاندارد IPS و API استفاده شده‌است.
در ابتدای کار قراردادی برای تأمین ۴۰۰ هزار تن ورق «نیز» که یک ورق مخصوص مقاوم به نفت ترش است با خرید از شرکت‌های خارجی منعقد شد، همچنین در آغاز کار مقرر بود از پمپ‌های ۶ مگاواتی استفاده شود اما تأمین این اقلام برای ایران به علت تحریم‌ها با دشواری همراه که در نهایت با مشارکت شرکت‌های ایرانی تهیه شد.

### زمینِ تحصیل‌شده
در این طرح ۵ هزار هکتار زمین تحصیل شده‌است. یک‌هزار و ۱۰۰ هکتار آن برای ساخت اسکلهٔ تجاری به سازمان بنادر و دریانوردی تحویل داده شده‌است.

### نقدها
خبرگزاری فارس در گزارشی نوشت که نقد اصلی به طرح گوره جاسک از این جهت است که این طرح در پارادایم خام‌فروشی نفت تعریف شده‌است و وزارت نفت هیچ برنامه مشخصی برای استفاده از ظرفیت این خط لوله برای توسعه پتروپالایشگاه‌ها، پتروشیمی‌ها و صنایع تکمیلی در سواحل مکران ندارد. همان‌طور که می‌دانید توسعه این واحدها علاوه بر ایجاد ارزش افزوده و اشتغالزایی فراوان در این منطقه از جنبه امنیتی نیز برای ایران حائز اهمیت است، زیرا به افزایش جمعیت در مناطق ساحلی ایران در سواحل دریای عمان کمک می‌کند.
همچنین در نقدی دیگر آمده که آیا در شرایطی که ایران با محدودیت منابع مالی مواجه است، هزینه‌کرد دو میلیارد دلاری در این طرح برای تنوع در مبادی صادرات نفت خام ایران آن هم در شرایط تحریمی که صادرات نفت ایران افت شدیدی کرده، نسبت به سایر اولویت‌های کشور فوریت داشته‌است؟
خبرگزاری فارس همچنین نوشت که وجود ایرادات متعدد در این طرح و همچنین فقدان برنامه و طرح جامعی (Master plan) برای ایجاد هاب انرژی در منطقه جاسک، فرصت‌سوزی‌های زیادی را برای کشور به همراه داشته‌است که در ادامه به آن پرداخته می‌شود. برخی نیز وزارت نفت ایران را به برگزاری «افتتاح زود هنگام» متهم کردند و گفتند وزارت نفت به دنبال افتتاح خط لوله گوره-جاسک قبل از تکمیل پروژه است.
نایب رئیس کمیسیون اصل نود مجلس شورای اسلامی ایران نیز با اشاره به بازدید میدانی خود در مرداد ماه 1400 از پروژه انتقال نفت «⁧‫گوره جاسک‬⁩» گفت که این پروژه به بدترین شکل اجرا  و زودهنگام به بهره‌برداری رسیده است.  پیشتر نیز در بخشی از نامه عضو کمیسیون اصل 90 مجلس شورای اسلامی ایران به وزیر نفت آمده است: فشار مدیریتی غیرقابل‌ توجیه برای راه‌اندازی زودهنگام طرح خط لوله گوره به جاسک موجب فدا شدن کیفیت می‌شود. وزارت نفت این طرح را از دایره بازی‌های سیاسی و کارنامه دولت‌های متفاوت جدا کند. 

## ترکیب کارفرما و پیمانکار
پس از پایان دولت دوازدهم نقدها به شیوه احداث و اجرای پروژه بیشتر شد. با این حال اتفاق مهمی در دولت سیزدهم رخ داد و مدیر عامل هلدینگ انرژی گستر سینا که پیمانکارِ پروژه گوره به جاسک بود به عنوان وزیر نفت انتخاب شد.
شرکت پایندان از جمله شرکت‌های زیر مجموعه هلدینگ انرژی گستر سینا تحت مالکیت بنیاد مستضعفان انقلاب اسلامی است که طبق نوشته‌های وب‌سایت این هلدینگ در سال ۱۳۵۳، در اداره ثبت شرکت‌های تهران تاسیس شد و در راستای اهداف و نیاز کشور، به یک شرکت اجرایی در زمینه خطوط انتقال نفت، گاز و آب، تاسیسات پالایشگاهی، پتروشیمی و ایستگاه‌های تقویت فشارگاز تبدیل شد. در آبان ۱۳۹۸ جواد اوجی به عنوان مدیرعامل شرکت «انرژی گستر سینا» از سوی رئیس بنیاد مستضعفان انقلاب اسلامی انتخاب شده بود که وی در دولت رئیسی به سمت وزیر نفت رسید. در این شرایط می‌توان گفت که «پیمانکار» پروژه خط لوله انتقال نفت از گوره به جاسک حالا بر صندلی «کارفرما» یعنی وزارت نفت نشسته‌است. کارشناسان این جابه‌جایی را دارای تاثیر بسزایی در سرنوشت پروژه گوره به جاسک می‌دانند. 